# Млумбе
Млу́мбе (англ. Mlumbe) — традиційна громада у складі дистрикту Зомба Південного регіону Малаві.
Населення — 127300 осіб (2018).